# Halictus aegypticola
Halictus aegypticola är en biart som beskrevs av Embrik Strand 1909. Halictus aegypticola ingår i släktet bandbin, och familjen vägbin. Inga underarter finns listade i Catalogue of Life.